# Dunes de Keremma
Le site des Dunes de Keremma (ou Ker Emma), situé dans le nord Finistère sur les communes de Tréflez et Plounévez-Lochrist, est le plus grand cordon dunaire de Bretagne. D'une superficie d'environ 185 hectares, il est la propriété du conservatoire du littoral depuis 1987.

## Géographie
Les dunes de Kéremma, entre la baie de Goulven et l'anse de Kernic, s'étirent sur plus de 6 kilomètres. Tantôt collines (la hauteur maximale atteint 9 mètres), tantôt pelouses dunaires, elles présentent à leurs extrémités ouest et est deux longues flèches littorales mobiles : à l'ouest la pointe de Penn ar C'hleuz et à l'est celle qui ferme presque l'anse de Kernic ; modelés par les actions conjuguées des courants, des houles et des vents, ces formations sableuses se sont transformées au fil des années.
Longtemps marécageuses, les terres situées en arrière du cordon dunaire furent longtemps le domaine des schorres et des paluds, avant d'être aménagées en polders dans le courant du XIXe siècle.
Le recul du trait de côte est important dans la baie de Goulven : entre 1952 et 2009, le tracé a reculé de 0,70 à 1,20 mètre par an à proximité de Lannévez (au niveau des dunes de Keremma en Tréflez) . En février 2020, une brèche de 70 mètres s'est ouverte sur la dune, repoussant le sable sur 30 mètres. À proximité, la dune avait précédemment reculé de 5 à 6 mètres sur une longueur de 500 mètres.

## Histoire

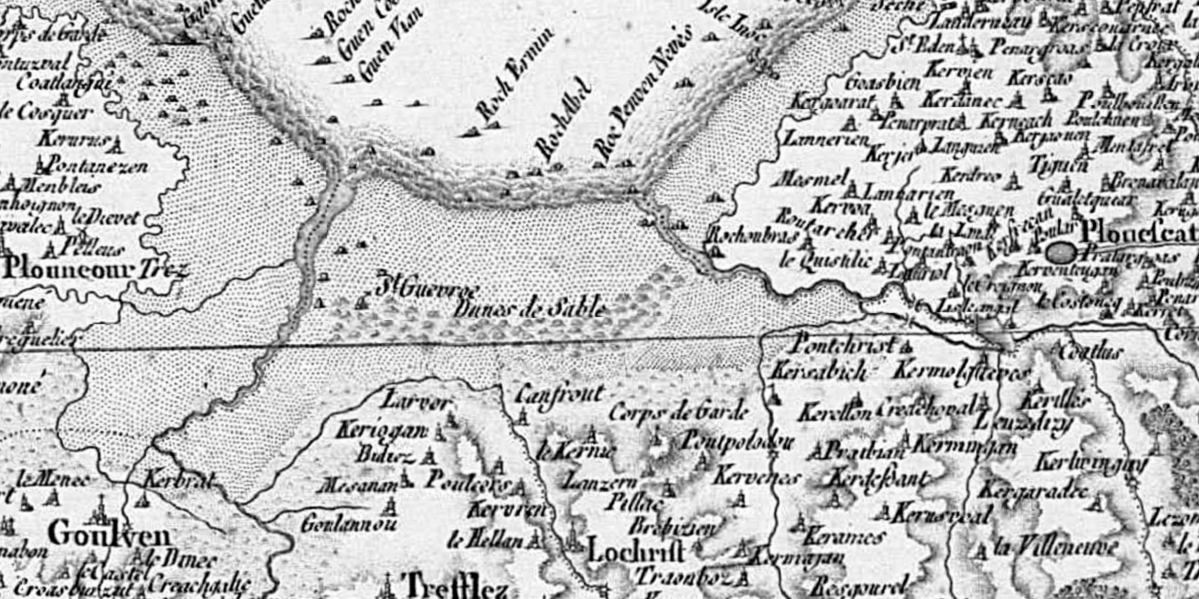
L'anse de Kernic dans la seconde moitié du XVIIIe siècle (carte de Cassini)

L'ensemble de dunes est créé au moment de l'ensablement du Léon pendant le petit âge glaciaire.
Son histoire commence en 1823. Louis Rousseau (fils d'un maître de poste de la Beauce et père d'Armand Rousseau), achète 600 arpents (environ 300 hectares) de terres marécageuses pour 4 000 francs de l'époque afin de les transformer et de les cultiver. Transformer des marais inondables en bonne terre agricole est un projet complexe, nécessitant la fixation des dunes et la maîtrise des eaux. Dans un premier temps, afin de stabiliser les sols, il effectue, avec l'aide de la population locale, de nombreuses plantations d'arbres, sème de l'herbe et des genêts pour fixer le sable et fait poser des fascines. Afin de pérenniser son projet, en 1824, il fait construire une digue de 700 m, inaugurée le 14 juillet 1825 jour de la naissance de son fils Armand, digue qui assèche environ 400 hectares de terre (l'étang du Loc'h et des terres marécageuses), connues aujourd'hui sous le nom de terres de Lannevez. Louis Rousseau baptise son projet Ker-Emma (« village d'Emma ») en 1824 du prénom de son épouse.
Vers 1830, Louis Rousseau adhère au saint-simonisme, devenant même le chef de l'« église de Brest », forte de ... 3 membres, puis se convertit au fouriérisme et finalement au catholicisme social, prônant l'alliance de la religion et de la science, il prendra cependant rapidement ses distances avec la religion.

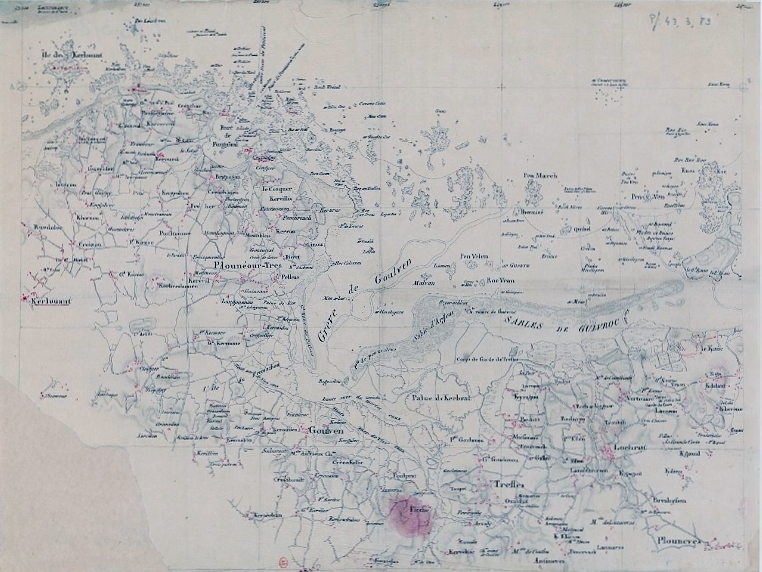
La Baie de Goulven et l'Anse de Kernic entre 1771 et 1785

Ses idées sociales et le prestige acquis grâce à son œuvre agricole expliquent qu'il devient maire de Tréflez entre 1830 et 1837.
Presque 20 ans plus tard, en 1842, les dunes étant stabilisées, les premiers agriculteurs s'installent enfin sur le site. Mais ses idées paternalistes finissent par indisposer les populations locales ; après la mort de Louis Rousseau en 1856, la commune de Tréflez intente même un procès contre l'usurpation des terres communales.

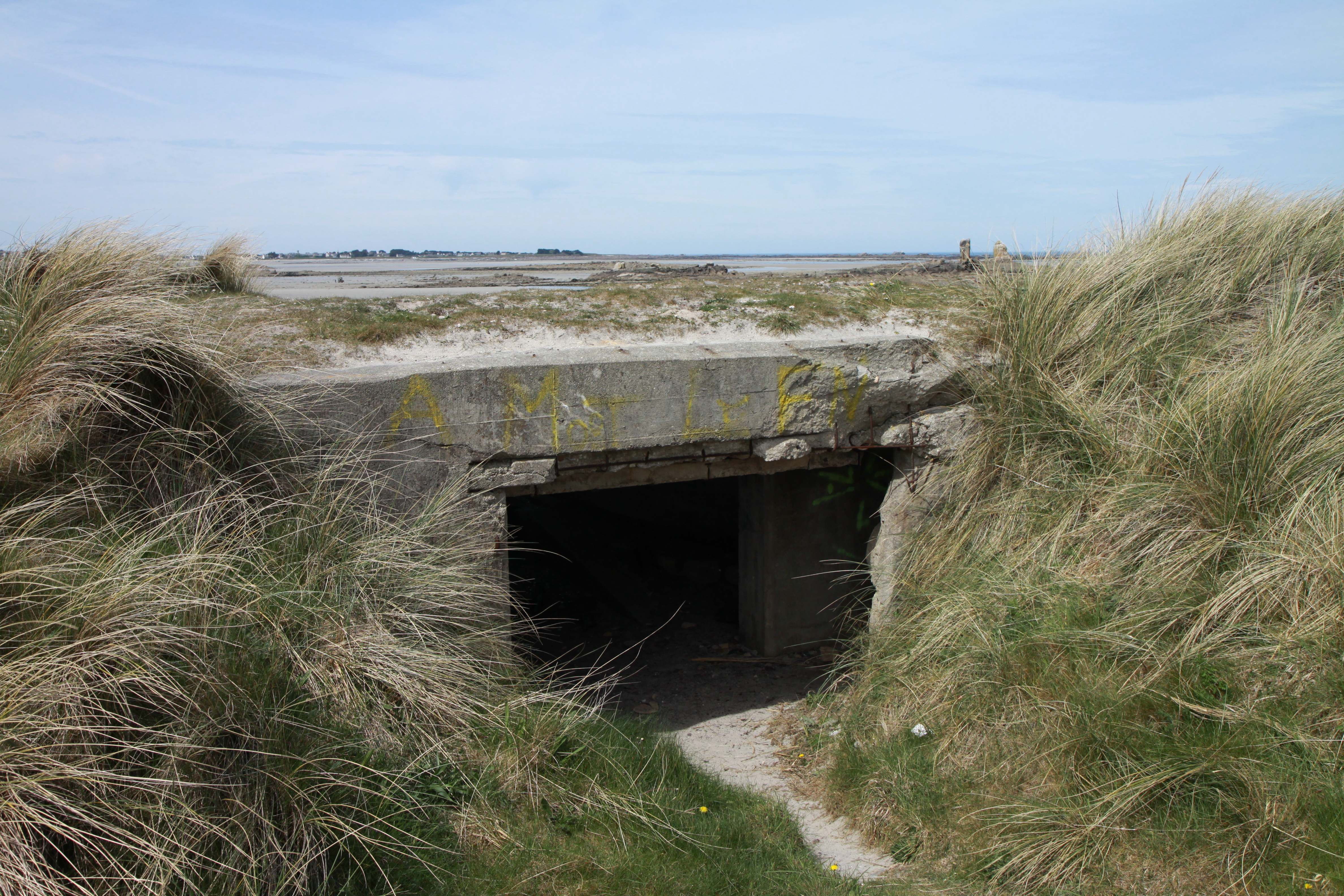
Un blockhaus en bord de mer.

Après la Seconde Guerre mondiale où les troupes d'occupation ont installé des blockhaus, le site est laissé à l'abandon et devient en partie une décharge. Le tourisme de masse présente également un danger pour les dunes puisque le camping sauvage, le passage de véhicules érodent le sol et menacent l'intégrité du site. Pour protéger les lieux, le conservatoire du littoral devient propriétaire d'une première parcelle de 110 hectares le 10 juillet 1987 à la suite d'un don des héritiers Rousseau. Par la suite, par le jeu des acquisitions, le conservatoire se portera acquéreur d'environ 80 hectares de terre supplémentaires.

## La chapelle Saint-Guevroc

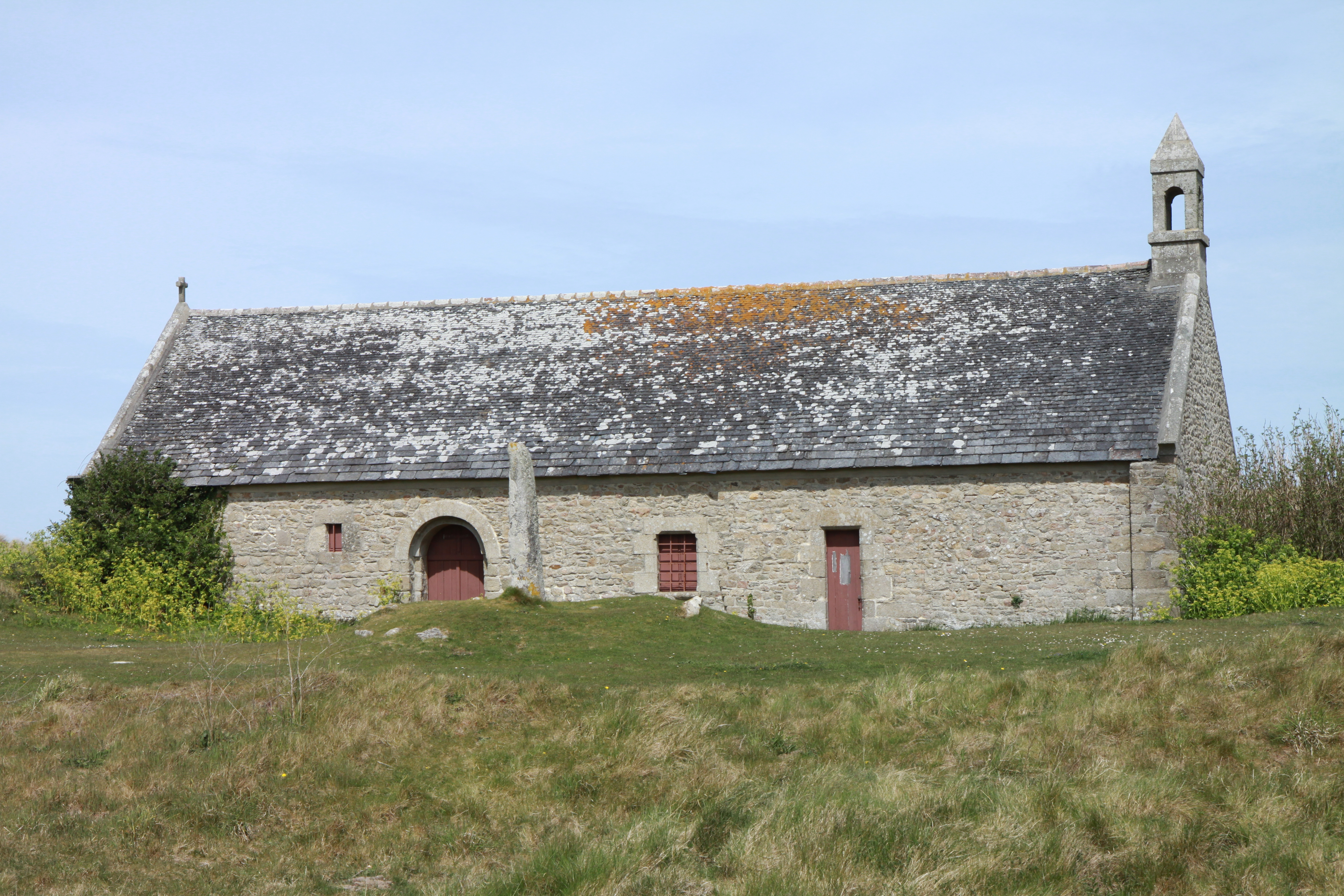
La chapelle Saint-Guevroc sur le site des dunes de Keremma.

Consacrée à saint Guevroc, dit aussi saint Guirec, la chapelle Saint-Guevroc, datée du VIe siècle, centre d'un petit ermitage et alors situé sur une île, fut laissée à l'abandon à la Renaissance et recouverte par le sable au XVIIe siècle ; elle a été redécouverte en 1872 et restaurée entre 1895 et 1896. Les travaux réalisés par Louis Rousseau l'ont définitivement rattachée au continent.
Une fois par an la famille Rousseau s'y réunit à l'occasion d'un office religieux .
Une stèle de granit trouvée à l'emplacement de l'ermitage de saint Guévroc à Keremma et datant du haut Moyen Âge représente une divinité ailée.

## Flore et faune
Les dunes de Keremma constituent un réservoir naturel d'espèces de plantes adaptées à leur environnement pauvre en eau, riche en sel et en calcaire coquillier. Parmi ces espèces halophiles, on remarque aux côtés de l'oyat, du lichen et des mousses, une vingtaine d'orchidées aptes à résister à l'assaut du grain de sable porté par le vent, dont l'Ophrys apifera et l'Ophrys pyramidalis. L'amateur de cuisine retiendra la criste marine, le serpolet et le lotier corniculé, qui ont aussi des vertus médicinales.

### Émission radio
- Sur France Culture, « Sur les docks - "Sur les dunes de Keremma, les biens ne se vendent pas, ils se transmettent" », Podcast,‎ 24 mai 2014 (écouter en ligne).

### Sources
1. ↑  Les dunes, propriété du conservatoire du littoral
2. ↑  Blandine Le Cain, Où le trait de côte a-t-il le plus reculé en Bretagne ?, journal Le Télégramme de Brest et de l'Ouest, n° du 2 décembre 2019
3. ↑  Jacques Chanteau, Alerte sur les dunes bretonnes, journal Le Télégramme de Brest et de l'Ouest, n° du 29 novembre 2020.
4. ↑  Louis Jean Népomucène Marie Rousseau, né le 18 avril 1787 à Angerville, officier de Marine français et vétéran des guerres napoléoniennes, socialiste utopique, théoricien du catholicisme social, maire de Tréflez entre 1832 et 1844, décédé le 24 septembre 1856 à Tréflez
5. ↑  « Rousseau », sur utl-kreizbroleon.fr via Wikiwix (consulté le 23 juillet 2023).
6. ↑  Paul Meunier, « Keremma, un site, un homme, une famille », consultable http://www.adu-brest.fr/TREFLEZ.pdf
7. ↑  « Journal de la Bretagne des origines à nos jours », Larousse, 2001, [ (ISBN 2-03-575097-0)]
8. ↑  Histoire de la chapelle Saint-Guévroc
9. ↑  « La dune d'Emma et le polder de Louis Rousseau », Le Monde,‎ 16 juillet 2003, p. 16
10. ↑  Jacques Péron, "La Bretagne dans tous ses objets", éditions Hoëbeke, 1997,  (ISBN 2-84230-030-0)